# Доња Ломница (Велика Горица)
Доња Ломница је насељено место у саставу града Велике Горице, у Туропољу, Хрватска. До територијалне реорганизације у Хрватској, налазила се у саставу старе загребачке приградске општине Велика Горица.

## Становништво
На попису становништва 2011. године, Доња Ломница је имала 1.732 становника.

## Попис1991.
На попису становништва 1991. године, насељено место Доња Ломница је имало 1.462 становника, следећег националног састава:
| Попис 1991.‍   | Попис 1991.‍  | Попис 1991.‍ | Попис 1991.‍ | Попис 1991.‍ |
| ------------- | ------------ | ----------- | ----------- | ----------- |
|               |              |             |             |             |
| Хрвати        | Хрвати       |             | 1.375       | 94,04%      |
| Срби          | Срби         |             | 19          | 1,29%       |
| Муслимани     | Муслимани    |             | 15          | 1,02%       |
| Југословени   | Југословени  |             | 6           | 0,41%       |
| Македонци     | Македонци    |             | 1           | 0,06%       |
| Црногорци     | Црногорци    |             | 1           | 0,06%       |
| неопредељени  | неопредељени |             | 3           | 0,20%       |
| регион. опр.  | регион. опр. |             | 1           | 0,06%       |
| непознато     | непознато    |             | 41          | 2,80%       |
| укупно: 1.462 |              |             |             |             |